# Nikolaj Scherfig
Nikolaj Scherfig (født 26. oktober 1961) er en dansk manuskriptforfatter. Han er barnebarn af forfatteren Hans Scherfig.